# Чон Хьон
Чон Хьон (кор. 정현 нар. 19 травня 1996) — південно-корейський тенісист. Він є найбльш рейтинговим корейським гравцем в історії (найвища позначка у рейтингу — 44 у вересні 2017). У 2017 році він став переможцем першого Фіналу Наступного Покоління ATP.

## Кар'єра

### Юніорські роки
Найвищим досягненням у юніорській кар'єрі Чона Хьона є вихід до фіналу Вімблдону у 2013 році, де він поступився Джанлуїджі Квінці. Кореєць завершив юніорські виступи із балансом перемог і поразок 84-32, досягнувши 7 місця у юніорському рейтингу.

### 2014—2016: Перші турніри
Чон Хьон отримав статус професіонала у 2014 році. У тому ж році він виграв перший титул на турнірі категорії Challenger та взяв участь у кваліфікації до першого Турніру Великого шолома — US Open 2014. Кваліфікацію він не здолав, програвши у її другому колі тайванцю Джиммі Вонгу.
У 2015 році він вперше пройшов в основну сітку турнірів серії Мастерс (у Маямі та Канаді) та турнірів Великого шолома (Вімблдону та US Open). Такі самі результати він показав і у 2016 році, пробившись в основну сітку Australian Open і Ролан Гаррос та Мастерсів в Індіан-Веллсі та Маямі.

### 2017—2018: Прорив
У 2017 році Чон взяв участь у трьох ТВШ (за винятком Вімблдону) та 5 Мастерсах. У підсумку він кваліфікувався на Фінал Наступного Покоління ATP, який того року проводився вперше. Цей турнір він виграв, здолавши у фіналі Андрія Рубльова з рахунком 3–4(5–7), 4–3(7–2), 4–2, 4–2.
На Australian Open 2018 Чон Хьон створив сенсацію, дійшовши до півфіналу: на турнірі він вперше переміг гравця топ-10 (четверту ракетку світу Александра Зверєва у третьому колі), а в четвертому колі — Новака Джоковича, для якого цей турнір став першим після травми, від якої він лікувався після торішнього Вімблдону. Втім, у півфіналі проти Роджера Федерера Чон знявся з матчу за рахунку 1-6, 2-5 через травму.

## Фінали

### Турніри ATP
| Легенда                        |
| ------------------------------ |
| Турніри Великого шолома (0–0)  |
| Фінал ATP (1–0)                |
| Світовий Тур ATP Мастерс (0–0) |
| Світовий Тур ATP 500 (0–0)     |
| Світовий Тур ATP 250 (0–0)     |

| Титули за покриттям |
| ------------------- |
| хард (1–0)          |
| ґрунт (0–0)         |
| трава (0–0)         |

| Титули за розміщенням |
| --------------------- |
| вулиця (0–0)          |
| приміщення (1–0)      |

| Результат | Перемоги- поразки | Дата          | Турнір                                  | Покриття | Суперник       | Рахунок                      |
| --------- | ----------------- | ------------- | --------------------------------------- | -------- | -------------- | ---------------------------- |
| Перемога  | 1–0               | листопад 2017 | Фінал Наступного Покоління ATP (Італія) | хард(п)  | Андрій Рубльов | 3–4(5–7), 4–3(7–2), 4–2, 4–2 |

### Турніри Challenger і Futures
| Легенда                  |
| ------------------------ |
| Тур ATP Challenger (8–3) |
| Тур ITF Futures (4–3)    |

| Результат  | №. | Дата              | Турнір                  | Покриття        | Суперник           | Рахунок            |
| ---------- | -- | ----------------- | ----------------------- | --------------- | ------------------ | ------------------ |
| Фіналіст   | 1. | 12 травня 2013    | Сеул, Південна Корея    | хард            | Деніел Нґуєн       | 6–4, 5–7, 4–6      |
| Переможець | 1. | 16 червня 2013    | Ґімчон, Південна Корея  | хард            | Енріке Лопез-Перез | 6–2, 6–3           |
| Переможець | 2. | 15 лютого 2014    | Нонтабурі, Таїланд      | хард            | Нам Джи-сунг       | 6–2, 7–6(7–4)      |
| Переможець | 3. | 1 березня 2014    | Нонтабурі, Таїланд      | хард            | Макус Вілліс       | 6–2, 6–4           |
| Фіналіст   | 2. | 23 березня 2014   | Юхи, Китай              | хард            | Шенг Же            | 6–7(3–7), 6–7(3–7) |
| Переможець | 4. | 1 червня 2014     | Чханвон, Південна Корея | хард            | Чхо Мін-хьок       | 6–1, 2–6, 7–5      |
| Фіналіст   | 3. | 8 червня 2014     | Тегу, Південна Корея    | хард            | Кім Чон-ой         | 5–7, 6–7(5–7)      |
| Переможець | 1. | 31 серпня 2014    | Бангкок, Таїланд        | хард            | Джордан Томпсон    | 7–6(7–0), 6–4      |
| Переможець | 2. | 7 лютого 2015     | Берні, Австралія        | хард            | Алекс Болт         | 6–2, 7–5           |
| Фіналіст   | 1. | 15 лютого 2015    | Лонсцестон, Австралія   | хард            | Бйорн Фратанджело  | 6–4, 2–6, 5–7      |
| Переможець | 3. | 26 квітня 2015    | Саванна, США            | ґрунт (зелений) | Джеймс Мак-Ґі      | 6–3, 6–2           |
| Переможець | 4. | 10 травня 2015    | Бусан, Південна Корея   | хард            | Лукаш Лацко        | 6–3, 6–1           |
| Фіналіст   | 2. | 17 травня 2015    | Сеул, Південна Корея    | хард            | Го Соєда           | 6–3, 3–6, 3–6      |
| Переможець | 5. | 27 вересня 2015   | Каохсунг, Тайвань       | хард            | Юкі Бамбрі         | 7–5, 6–4           |
| Фіналіст   | 3. | 17 вересня 2016   | Нанчанг, Китай          | хард            | Хірокі Морія       | 6–4, 1–6, 4–6      |
| Переможець | 6. | 25 вересня 2016   | Каохсунг, Тайвань       | хард            | Лі Дак-хі          | 6–4, 6–2           |
| Переможець | 7. | 13 листопада 2016 | Кобе, Японія            | хард (п)        | Джеймс Дакворт     | 6–4, 7–6(7–2)      |
| Переможець | 8. | 29 січня 2017     | Мауй, США               | хард            | Таро Деніел        | 7–6(7–3), 6–1      |

## Статистика виступів
Оновлено станом на кінець Фіналу Наступного Покоління ATP 2017.
| Турнір                         | 2013              | 2014              | 2015              | 2016              | 2017              | 2018 | титули  | Перемоги-поразки | % перемог |
| ------------------------------ | ----------------- | ----------------- | ----------------- | ----------------- | ----------------- | ---- | ------- | ---------------- | --------- |
| Турніри Великого шолома        |                   |                   |                   |                   |                   |      |         |                  |           |
| Australian Open                | A                 | A                 | КР3               | 1К                | 2К                |      | 0 / 2   | 1–2              | 33 %      |
| French Open                    | A                 | A                 | КР1               | 1К                | 3К                |      | 0 / 2   | 2–2              | 50 %      |
| Wimbledon                      | A                 | A                 | 1К                | A                 | A                 |      | 0 / 1   | 0–1              | 0 %       |
| US Open                        | A                 | КР2               | 2К                | A                 | 2К                |      | 0 / 2   | 2–2              | 50 %      |
| Перемоги-поразки               | 0–0               | 0–0               | 1–2               | 0–2               | 4–3               |      | 0 / 7   | 5–7              | 42 %      |
| Підсумковий турнір             |                   |                   |                   |                   |                   |      |         |                  |           |
| Фінал ATP                      | Не кваліфікувався | Не кваліфікувався | Не кваліфікувався | Не кваліфікувався | Не кваліфікувався |      | 0 / 0   | 0–0              | –         |
| Фінал Наступного Покоління ATP | Не проводився     | Не проводився     | Не проводився     | Не проводився     | П                 |      | 1 / 1   | 5–0              | 100 %     |
| Світовий Тур ATP Мастерс       |                   |                   |                   |                   |                   |      |         |                  |           |
| Мастерс Індіан-Веллс           | A                 | A                 | A                 | 1К                | A                 |      | 0 / 1   | 0–1              | 0 %       |
| Мастерс Маямі                  | A                 | A                 | 2К                | 1К                | 1К                |      | 0 / 3   | 1–3              | 25 %      |
| Мастерс Монте-Карло            | A                 | A                 | A                 | A                 | A                 |      | 0 / 0   | 0–0              | –         |
| Мастерс Мадрид                 | A                 | A                 | A                 | A                 | A                 |      | 0 / 0   | 0–0              | –         |
| Мастерс Рим                    | A                 | A                 | A                 | A                 | A                 |      | 0 / 0   | 0–0              | –         |
| Мастерс Канада                 | A                 | A                 | 1К                | A                 | 3К                |      | 0 / 2   | 2–2              | 50 %      |
| Мастерс Цинциннаті             | A                 | A                 | Q2                | A                 | 1К                |      | 0 / 1   | 0–1              | 0 %       |
| Мастерс Шанхай                 | A                 | A                 | Q2                | A                 | 2К                |      | 1 / 1   | 1–1              | 50 %      |
| Мастерс Париж                  | A                 | A                 | A                 | A                 | 2К                |      | 1 / 1   | 1–1              | 50 %      |
| Перемоги-поразки               | 0–0               | 0–0               | 1–2               | 0–2               | 4–5               |      | 0 / 9   | 5–9              | 36 %      |
| Виступи за збірну              |                   |                   |                   |                   |                   |      |         |                  |           |
| Олімпійські ігри               | Не проводились    | Не проводились    | Не проводились    | A                 | НП                | НП   | 0 / 0   | 0–0              | –         |
| Кубок Девіса                   | A                 | Z1                | Z1                | Z1                | Z1                |      | 0 / 0   | 10–2             | 83 %      |
| Перемоги-поразки               | 0–0               | 2–1               | 3–1               | 2–0               | 3–0               |      | 0 / 0   | 10–2             | 83 %      |
| Загальна статистика            |                   |                   |                   |                   |                   |      |         |                  |           |
|                                | 2013              | 2014              | 2015              | 2016              | 2017              | 2018 | Кар'єра | Кар'єра          | Кар'єра   |
| Турніри                        | 1                 | 0                 | 9                 | 13                | 19                |      | 42      | 42               | 42        |
| Титули                         | 0                 | 0                 | 0                 | 0                 | 1                 |      | 1       | 1                | 1         |
| Фінали                         | 0                 | 0                 | 0                 | 0                 | 1                 |      | 1       | 1                | 1         |
| Перемоги-поразки               | 0–1               | 2–1               | 12–10             | 8–13              | 29–18             |      | 51–43   | 51–43            | 51–43     |
| % перемог                      | 0 %               | 66 %              | 54 %              | 38 %              | 62 %              |      | 54 %    | 54 %             | 54 %      |
| Рейтинг на кінець року         | 550               | 173               | 51                | 104               | 59                |      |         |                  |           |

### Перемоги над гравцями топ-10
| Сезон   | 2018 | Підсумок |
| Перемог | 1    | 1        |

| #    | Гравець          | рейтинг | Турнір                               | покриття | стадія | Рахунок                      | Рейтинг Чона |
| ---- | ---------------- | ------- | ------------------------------------ | -------- | ------ | ---------------------------- | ------------ |
| 2018 |                  |         |                                      |          |        |                              |              |
| 1.   | Александр Зверєв | 4       | Australian Open, Мельбурн, Австралія | хард     | 3К     | 5–7, 7–6(7–3), 2–6, 6–3, 6–0 | 58           |